# Julius Schnitzler (Unternehmer)

Julius Schnitzler

Julius Schnitzler (* 1806; † 1884) war ein Fabrikant, Beigeordneter, Kreistagsabgeordneter und Förderer der evangelischen Gemeinde der Stadt Opladen und wurde 1872 zum Ehrenbürger dieser Stadt ernannt. Nach der Eingemeindung von Opladen wurde die Ehrenbürgerschaft auf Leverkusen übertragen. 
Schnitzler war einer der Protagonisten im Streit zwischen den Konfessionen in Opladen und war Inhaber des roten Adlerordens vierter Klasse.

Spinnerei Ulenberg & Schnitzler an der Opladener Wupperbrücke

1839 baute Schnitzler gemeinsam mit Wilhelm und Julius Ulenberg die Spinnerei und Schraubenfabrik Ulenberg und Schnitzler auf und wurde 1844 erster Direktor der heutigen städtischen Sparkasse Leverkusen.